# Adrian Piper
Adrian Margaret Smith Piper, född 20 september 1948 i Harlem, New York, är en amerikansk konceptkonstnär och analytisk filosof. Under många år bodde hon i Cape Cod, Massachusetts innan hon emigrerade från USA. Sedan 2005 är hon bosatt och verksam i Berlin, där hon bland annat driver APRA Foundation Berlin.
Hon började ställa ut sin konst internationellt redan som tjugoåring och tog sin examen 1969 från School of Visual Arts, där hon främst koncentrerat sig på måleri och skulptur. Under tiden som hon studerade filosofi och musik fortsatte hon att ställa ut. 1977 fick hon sin M.A. vid Harvard University i filosofi, och sin Ph.D. 1981, där hon studerade under John Rawls. Hon studerade även Kant och Hegel under Dieter Henrich vid Universitet i Heidelberg 1977-1978. 
Hon har varit lärare i filosofi vid Georgetown, Harvard, Michigan, Stanford och University of California, San Diego. 1987 var hon den första afroamerikanska kvinnan i USA som fick fast tjänst som professor inom filosofi. Då hon 2008 vägrade att återvända till USA efter att ha hamnat på listan över så kallade "Suspicious Travelers" som upprätthålls av U.S. Transportation Security Administration, tvingades Wellesley College att sparka henne från professorstjänsten i filosofi. Hennes främsta filosofiska avhandlingar tar upp metaetik, Kant och etikens historia.
Som konstnär har hon arbetat inom måleri, skulptur, installation, performance, video- och ljudverk. Hon blev först uppmärksammad för sina psykedeliska så kallade LSD-målningar från 1965-1967. Inspirerad av Sol LeWitt började hon redan kring 1967 att arbeta som konceptuell konstnär. Initialt undersökte hon en form av meditativa tillstånd men kring 1980 skiftade hennes fokus till ett mer tydligt samhällskritiskt perspektiv och hennes konst började ta upp frågor kring rasism, rasmässiga stereotyper och främlingsfobi.
Hon fick 2018 Käthe Kollwitzpriset.